# 明朝兵部尚書
明朝兵部尚書，是中国明朝六部中兵部的最高級長官，雅稱為“大司馬”，負責掌管全國衛所軍官的選拔授予、訓練、車輛、武器管理等政令，為正二品。
明朝兵部尚書中，有指揮京師保衛戰的于谦，有指挥宁锦之战的袁崇焕，以及明亡后抵御清朝部队的史可法，也有投降清朝的洪承疇等人。永樂遷都后，明朝設置南京六部，多半為虛銜，不過南京兵部尚書負責舊都金陵的防守工作。

## 沿革
明朝洪武元年，朱元璋设置兵部。洪武六年，增设兵部尚书和兵部侍郎各一人，并在總部、駕部、職方部这三个部门各设郎中、員外郎各一人、主事各两人，隸屬中書省。洪武十三年（1380年），因胡惟庸案，明太祖朱元璋罷黜宰相与中書省，并仿照《周官》六卿之制，直屬六部，并各設尚書、侍郎各一名。每部分四屬部，每屬部設郎中、員外郎、主事各一人。次年，增试侍郎一人。洪武二十二年，改總部為選部。洪武二十九年，定為武選、職方、車駕、武庫四司，皆稱清吏司。景泰年間，增設尚書一人，協理部事。天順初年罷免。隆慶四年，添注侍郎二人，后罷免。萬曆末年重設。
明朝，兵部尚書、或侍郎或都察院右都御史參與協理京營戎政，掌管京營操練。永樂年初設置三大營（神機營、五軍營及三千營），總屬武將。景泰元年，設提督團營，命兵部尚書于謙兼領，之後罷去。成化三年，再設，以本部尚書或都御史兼任。嘉靖二十年，命尚書劉天和輟離部務，另給關防，專理戎政，之後改由兵部侍郎協理戎政。萬曆九年裁革，十一年複設。天启初年，增設協理一人，后革除。崇禎二年，再設，以庶起士劉之綸為兵部侍郎擔任。